# Delrina
Delrina era una empresa de software canadiense fundada en 1988 y adquirida posteriormente por la empresa de software estadounidense Symantec en 1995. La empresa vendía productos de formularios electrónicos, incluidos PerForm y FormFlow, pero era más conocida por su paquete de programas WinFax, que permitía a las computadoras equipadas con módems de fax transmitir copias de documentos a máquinas de fax autónomas u otras computadoras equipadas de manera similar.
Delrina también produjo un conjunto de salvapantallas, incluido uno que dio lugar a una muy publicitada demanda por infracción de derechos de autor y marcas registradas (Berkeley Systems Inc. contra Delrina). El caso sentó un precedente en la legislación estadounidense por el que los productos de software comercial satírico no están sujetos a las mismas exenciones de la Primera Enmienda que los dibujos animados o la literatura paródica.
También vendió software de comunicaciones en línea con su producto WinComm y produjo un navegador web llamado Cyberjack. La empresa fue vendida a Symantec en 1995. Después de que Symantec adquirió la empresa, se vendieron varias divisiones y varios de los antiguos ejecutivos de Delrina fundaron empresas de capital de riesgo.

## Historia corporativa
Delrina fue fundada en Toronto en 1988 por el expatriado zimbabuense Bert Amato, los expatriados sudafricanos Mark Skapinker y Dennis Bennie y el estadounidense Lou Ryan. Delrina fue el tercer gran emprendimiento de Bennie después de cofundar Mission Electronics, una productora de equipos de entretenimiento para el hogar de alta gama, y Aviva Software, que se convirtió en Ingram Micro Canada. La estrategia empresarial de Delrina fue "establecer el liderazgo técnico y de mercado en nichos de mercado", lo que logró con su forma electrónica y el software de fax para PC. Un año antes de que se constituyera la empresa, Amato y Skapinker habían dejado sus empleos para empezar a trabajar en un producto de formularios electrónicos que con el tiempo se convertiría en PerForm. Ambos se reunirían más tarde con Bennie, que era entonces cofundador y director general de Ingram Micro Canada antes de convertirse en director general de Carolian Systems International, una empresa que fabricaba software empresarial para Hewlett-Packard. Bennie facilitó una inversión inicial de 1,5 millones de dólares canadienses para financiar una nueva empresa emergente, "Delrina", para desarrollar esta idea. A cambio, Carolian recibió el 51% de las acciones de Delrina, Dennis Bennie se convertiría en Presidente y Director General, Mark Skapinker en Presidente y Bert Amato en CTO de la recién formada Delrina Technology Inc.
La sede corporativa inicial de Delrina se encontraba en una pequeña oficina en Mount Pleasant Rd. en Toronto. Se estableció una oficina de ventas en San José, California que se convirtió en su centro de ventas mundial dirigido por el cofundador Lou Ryan. Desde su sede central en Toronto, la empresa se expandió estableciendo sucursales en Kirkland, Washington; Washington D. C.; y Lexington, Massachusetts. Más tarde se establecieron otras oficinas en el Reino Unido, Francia y Alemania.

### Orígenes de PerForm
La oferta inicial de productos de Delrina era una aplicación de formularios electrónicos llamada PerForm. Amato y Skapinker tuvieron la idea del producto mientras trabajaban como consultores de que lo que sus clientes querían era una forma de rellenar los formularios electrónicamente, en lugar de una forma más fácil de crear formularios en papel desde un ordenador. Hubo una importante y prolongada aceptación de los productos de formularios electrónicos en los organismos gubernamentales tanto del Canadá como de los Estados Unidos, estimulada en particular por los requisitos de la Ley de reducción del papeleo para reducir la cantidad total de papeleo manejado por el gobierno de los Estados Unidos.. Uno de los primeros grandes acuerdos de software de la empresa incluía un acuerdo multianual para vender PerForm a la Marina de los EE. UU. en 1990. Pronto después del software estuvo instalado en Compaq portátiles que acompañó tropas de EE. UU. durante la Primera Guerra de Golfo, donde  suela requisa "todo de Coca-Cola a privies". Otras ventas de volumen significativas fueron a 3M y Rockwell Internacionales. Lo que ayudó a diferenciar los formularios electrónicos de Delrina de los de sus competidores en las revisiones de los productos fue su interfaz fácil de usar, sus amplias herramientas de desarrollo y su precio comparativamente bajo. También obtuvo una alta puntuación en cuanto a flujo de trabajo y funciones de enrutamiento, así como características de seguridad. A principios de 1991 InfoWorld seleccionó a PerForm Pro como su "Producto del Año" en la categoría de formularios electrónicos, y la revista PC World Magazine le otorgó al producto la designación de "Mejor Compra". PerForm demostró tener éxito en su nicho, capturando efectivamente el mercado minorista para 1993.
A principios de los años 90 Delrina hizo tratos con revendedores de valor añadido como NCR y GE Information Services, que tenían el personal necesario para adaptar el producto a las necesidades de los clientes corporativos que buscaban alejarse de los formularios en papel.. Los productos de las formas se vendieron bien y los ingresos anuales de la empresa crecieron de manera constante; los ingresos anuales de 1989 (en dólares canadienses) fueron de 5.630.393 dólares, en 1990 fueron de 8.759.623 dólares y en 1991 fueron de 11.894.474 dólares.

### Lucha por la rentabilidad
A pesar de los crecientes ingresos, la compañía luchó por obtener beneficios. Los grandes gastos, principalmente de marketing junto con los costes de investigación y desarrollo, hicieron que las pérdidas de la empresa pasaran de 500.000 dólares de 1989 a 1,5 millones de dólares al final del siguiente año fiscal. En el año fiscal 1991 registró una pérdida neta de 1,7 millones de dólares.
Necesitando una infusión de fondos, en abril de 1991 Bennie logró recaudar 7,7 millones de dólares en una colocación privada.
Posteriormente, la empresa trató de encontrar la manera de distribuir más ampliamente su software de forma electrónica, con Bennie diciendo en mayo de 1992 que "apenas hemos arañado la superficie de nuestro mercado".
A principios de 1992 se filtró a la prensa la noticia de una posible fusión entre WordStar International Inc., y poco después de que ambas empresas hicieran público el hecho de que habían firmado una carta de intención sobre un acuerdo de fusión Sin embargo, poco más de un mes después se supo que las conversaciones sobre la fusión habían fracasado, en el momento citado a diferencias sobre "complejas cuestiones jurídicas, contables y de gestión". WordStar, cuya participación en el mercado de los procesadores de texto había caído para entonces al 5% (desde un máximo del 80%) buscaba las tecnologías avanzadas de Delrina, mientras que Delrina esperaba utilizar la red de ventas mundial establecida de la otra empresa. A pesar del fracaso de las conversaciones sobre la fusión, Bennie dijo poco después que "seguimos convencidos de que una mayor fuerza de ventas nos daría el tipo de influencia de marketing que necesitamos". Sigo creyendo que es posible que nos convirtamos en una operación global". No mucho después de que WordStar se fusionara con Spinnaker Software Corporation y SoftKey Software Products Inc. para formar SoftKey International. Posteriormente, Delrina firmó acuerdos con Wallace Computer Services, UARCO y la Corporación NCR en un esfuerzo por obtener una mayor distribución de sus productos.

### Desarrollo de WinFax
En un intento deliberado de diversificar el negocio, La Compañía eligió entrar en el mercado de software de fax con su producto WinFax. El desarrollador de software Tony Davis (otro expatriado sudafricano que se había trasladado al Canadá) fue contratado inicialmente como consultor para trabajar en la línea de productos de formularios a finales del decenio de 1980, y poco después pasó a formar parte de ese equipo. En su tiempo libre desarrolló un prototipo de lo que se convertiría en el primer producto WinFax, con el acuerdo de que Delrina sería su editor. En 1990 Delrina dedicó un espacio relativamente pequeño a este nuevo producto en la feria COMDEX de ese año, bajo un cartel que decía simplemente: "Envíe un fax desde su PC". Fue el producto que más atención atrajo de todos los productos de Delrina que se mostraron en esa feria. Este interés convenció a los socios fundadores de la viabilidad comercial del producto. Tony Davis pasó a vender su idea de producto a Delrina, y se quedó como su principal arquitecto y diseñador de software.
La versión inicial de WinFax solo funcionaba en módems de fax que contenían un conjunto de chips específico, y solo era capaz de enviar faxes; no podía recibirlos. Esto fue remediado con el lanzamiento del producto WinFax PRO 2.0 durante el verano de 1991. Uno de los factores clave que diferenciaba esta versión de WinFax de otros paquetes de software de fax de la época era el intento deliberado de hacer que el programa fuera compatible con todos los faxes/módems. Antes de la introducción de WinFax PRO 2.0, los competidores se concentraron principalmente en la construcción de software que solo funcionara con una única marca de hardware de fax/módem. Al mismo tiempo que lanzó su producto WinFax PRO 2.0, Delrina también anunció una versión OEM del mismo producto diseñada para ser combinada con nuevos faxes/módems. En unos pocos meses, ocho fabricantes de módems habían acordado unir esta versión OEM (llamada "WinFax LITE") del programa junto con su propio producto. Para el verano del año siguiente este número había crecido a 50 asociaciones OEM con varios fabricantes de fax-módems y sistemas de computación para agrupar la versión "LITE" del programa WinFax de Delrina con sus propios productos. Para febrero de 1993 este número había crecido a más de 100 asociaciones OEM.
El empaquetamiento de la versión LITE de WinFax resultó ser lucrativo para Delrina. Cuando una persona usaba el programa por primera vez y enviaba su información de registro por fax a la compañía, Delrina enviaba posteriormente al usuario una oferta de actualización para la versión PRO. Esta técnica de venta demostró ser muy efectiva, y la empresa terminó haciendo la mayor parte de sus ventas con estas actualizaciones.
Para llegar a los usuarios de computadoras Apple en este mercado, Delrina adquirió Solutions Inc. y su software BackFax para la plataforma Macintosh en diciembre de 1991, que se convertiría en "Delrina Fax Pro". También se diseñó una versión del programa para su uso en DOS ("DosFax PRO") que se lanzó en junio de 1992.
Inicialmente buscando formas de seguir mejorando su software de formularios electrónicos, en noviembre de 1991 Delrina había intentado comprar dos empresas asociadas que producían software de reconocimiento óptico de caracteres (OCR), con la intención de incorporar la funcionalidad de OCR en sus productos de formularios. El acuerdo de adquisición fracasó, aunque para el otoño de 1992 Delrina había hecho un trato con Caere Corporation para incluir su software de OCR AnyFax en sus productos. Esta funcionalidad se incorporó en WinFax PRO 3.0 a finales de 1992, y posteriormente en FormFlow A pesar del acuerdo con Caere, la versión posterior de WinFax utilizó el motor de OCR TextBridge de Xerox en su lugar.
Basado en las fuertes ventas de WinFax, en octubre de 1992 Delrina registró su primer trimestre rentable en tres años Al mismo tiempo, la empresa también anunció su intención de adquirir otras empresas de software que vendían en el mercado de software de consumo.

### Adquisición de Amaze Inc.
En octubre de 1992 Delrina adquirió Amaze Inc., con sede en Kirkland, Washington. La empresa creó un software de planificación diaria, que ofrece funciones de gestión del tiempo y un poco de humor al presentar tiras cómicas con licencia como Cathy, Bloom County, B.C. y The Far Side. La empresa se convirtió en una subsidiaria de propiedad total de Delrina en un acuerdo que también pagó la deuda de 3 millones de dólares de Amaze (EE. UU.) y colocó a dos de los directores de la empresa en la junta de Delrina. Estos dos individuos eran Rowland Hanson, exvicepresidente de comunicaciones corporativas de Microsoft y George Clut..

#### Berkeley Systems Inc. contra Delrina
Uno de los salvapantallas de Delrina estaba basado en los personajes de Bloom County Opus el Pingüino y Bill el Gato. El salvapantallas inicial de Opus 'n Bill, lanzado en 1993, llevó a la compañía a los tribunales ya que su módulo de Tostadoras de la Muerte mostraba a Opus disparando a varias tostadoras voladoras, un emblema muy conocido en el módulo de Tostadoras Voladoras del Sistema Berkeley desde su salvapantallas de After Dark. Berkeley Systems demandó por violación de derechos de autor y marcas registradas. El siguiente caso judicial de Berkeley Systems Inc. contra Delrina fue peleado por Delrina sobre la base de que una parodia basada en software debería estar bajo la misma protección de la Primera Enmienda ofrecida a la prensa.
En septiembre de 1993 se presentó un requerimiento preliminar contra Delrina que detuvo la venta del producto y posteriormente obligó a retirarlo del mercado a través del tribunal. El caso llevó al satírico político Mark Russell a hablar en defensa de Delrina, quien argumentó a favor del salvapantallas como una parodia válida, mientras que el patrimonio del compositor Irving Berlin se puso del lado de Berkeley. Comentando el caso de sus personajes, el dibujante Berkeley Breathed dijo: "Si David Letterman puede representar al pavo real de la NBC en calzoncillos de hombre, entonces Delrina debería poder enchufar una tostadora voladora con plomo caliente".
El juez Eugene Lynch falló a favor de Berkeley, citando que un producto de software comercial no estaba sujeto a las mismas exenciones que la literatura parodista, y que las tostadoras eran demasiado similares en su diseño. El costo total del juicio y del producto retirado fue de aproximadamente 150.000 dólares.
En el juicio se citó también que el diseño de las tostadoras con alas no era original y que el diseño de Berkeley Systems se derivaba a su vez del álbum Thirty Seconds Over Winterland de Jefferson Airplane, que también utilizaba tostadoras voladoras adornadas con alas. Berkeley argumentó que la empresa desconocía el diseño anterior hasta 1991, y que las tostadoras de la portada del álbum tenían relojes además de sus alas. Jefferson Airplane demandó a Berkeley Systems por el uso del mismo emblema de la tostadora voladora. El grupo de rock perdió el caso ya que no marcaron la portada del álbum en el momento de su publicación.
El escritor L. Ray Patterson interpretó la decisión del tribunal como una erosión de los derechos de la Primera Enmienda por el aumento de la protección proporcionada a los titulares de derechos de autor.
Aunque Delrina perdió el juicio, la publicidad que generó fue sustancial, con cobertura en más de mil periódicos de toda América del Norte, lo que hizo que los consumidores acudieran en masa a comprar el programa delictivo antes de que pudiera ser retirado del mercado.
Posteriormente, Delrina retiró las alas de las tostadoras y las sustituyó por hélices para evitar la infracción de la marca. El módulo también fue renombrado de "Tostadoras de la Muerte" a "Módulo de Tostadora Censurada". Gracias a la publicidad del juicio, las ventas de esta nueva versión terminaron siendo el triple de lo que se esperaba. Los módulos actualizados de este particular salvapantallas se vendieron durante los dos años siguientes.
Josef Zankowicz, que dirigió la publicidad de la empresa durante este período, comentó más tarde: "Teníamos la sensación de que podríamos ser demandados, de hecho, rezamos para que nos demandaran. Porque al demandarnos, el jugador número uno del mercado nos abrió la puerta. Cualquiera puede crear un producto interesante, gastar 10 millones de dólares y crear conciencia de ello. Pero otra cosa es crear un producto y gastar una décima parte de esa cantidad y crear el doble de conciencia."
Esta división de la empresa en su apogeo solo representaba menos del 15% de los ingresos totales de la compañía.

### WinFax
El aumento de las ventas del producto WinFax condujo a un crecimiento significativo de los ingresos de la empresa; para 1992 sus ventas habían aumentado a 19.208.420 dólares y se duplicaron con creces el año siguiente hasta 48.583.932 dólares. El producto pronto superó al de las formas iniciales en términos de ingresos, y a los pocos años de su lanzamiento, WinFax representaría el 80% de los ingresos de la empresa. En 1994 la empresa había vendido más de 3 millones de copias de WinFax, y figuraba regularmente en las listas de las "10 principales" aplicaciones informáticas vendidas durante ese período.
El rápido crecimiento de las ventas de este producto fue inesperado, con Bennie citado en una entrevista de finales de 1993 diciendo "el éxito de WinFax realmente nos tomó por sorpresa". Con el éxito del producto WinFax, la compañía creció rápidamente. A principios de 1993 el número de empleados había crecido a 250, y a finales de año a 350. El creciente éxito del producto WinFax, en consecuencia, provocó importantes tensiones en la empresa para manejar el creciente volumen de llamadas a su departamento de Soporte Técnico, ya que cada uno de los más de 300 módems en el mercado en ese momento tenía sus propios matices en la forma en que implementaban el estándar de datos de fax. Delrina gastó aproximadamente 800.000 dólares en una infraestructura telefónica mejorada en un intento de conseguir que los tiempos de espera fueran inferiores a cinco minutos. En diciembre de 1993 Delrina contrató a 40 personas más para ayudar a aliviar el creciente número de llamadas a la empresa para apoyo técnico. A finales de 1994 la situación había mejorado hasta el punto de que el destacado comentarista de la industria Robert X. Cringely incluyó a Delrina en su lista de empresas que ofrecían un apoyo "excepcional" al producto.
Con el fin de aumentar el atractivo de su nuevo producto estrella, en 1993 la empresa estableció una división de servicios de comunicación, diseñada para aprovechar el mercado comercial. La empresa comenzó a hacer tratos con las principales empresas de telecomunicaciones, como BellSouth y MCI Inc. en preparación para los servicios que la empresa estaba a punto de ofrecer. En noviembre de ese año la división lanzó su servicio de difusión de fax. El servicio de difusión de fax permitía a los suscriptores cargar un solo fax y una lista de destinatarios en Delrina. Los sistemas de Delrina enviaban entonces el fax a los destinatarios de esa lista, a un máximo de 500 números de fax. Una función posterior de buzón de fax -que permitía a los abonados acceder a distancia tanto a los mensajes de fax como a los de voz desde un único número de teléfono- se vio retrasada inicialmente a raíz de una disputa con AlphaNet Telecom por los derechos de la tecnología. Esta disputa se resolvió en junio de 1994, aunque ambas partes disputaron públicamente la historia de la otra, y AlphaNet recibió una suma no revelada en concepto de compensación.
A finales de 1994 la empresa estaba considerada como una de las compañías de programas informáticos de más rápido crecimiento en América del Norte, y empleaba a más de 500 personas, la mayoría de ellas en sus oficinas de Toronto. La situación financiera de la empresa mejoró enormemente y, según se informó, en febrero de 1995 Delrina había captado casi las tres cuartas partes del mercado de programas informáticos de fax, estaba libre de deudas y tenía 40 millones de dólares en el banco. La empresa enviaba 200.000 unidades de WinFax al mes y tenía una base instalada de cuatro millones de usuarios. El costo de hacer negocios también había mejorado, ya que el costo de ventas de la empresa era ahora el 25% de las ventas netas, por debajo del 30% del año fiscal anterior, mejorando los beneficios brutos de la empresa.

### El impacto de Windows 95
En noviembre de 1992 Skapinker conoció a Bill Gates en una cena patrocinada por Microsoft donde le preguntó si había algún plan para incluir alguna funcionalidad de fax en su próximo sistema operativo (que podría convertirse en Windows 95). Gates respondió que había planes de incluir "capacidad de fax de nivel básico" en la próxima versión de Windows, y sugirió que Skapinker se pusiera en contacto con su personal de desarrollo para producir un producto de valor añadido para él.
La empresa decidió trabajar en un conjunto de aplicaciones diseñadas para ser una mejora de lo que iba a estar disponible en Windows 95. En respuesta a una pregunta sobre Windows 95, Bennie respondió diciendo: "Estamos bastante convencidos de que, además de Windows 95, podemos construir cuatro aplicaciones diferentes y que abarcarán el fax, los datos, la telefonía o la voz digital y el acceso a Internet". Esto se convertiría más tarde en el producto CommSuite 95.
En 1994 la empresa adquirió AudioFile, una compañía que se especializaba en tecnología de voz por computadora. La empresa creó un producto llamado TalkWorks, que permitía a los usuarios utilizar ciertos faxes/módems como cliente de correo de voz.
Viendo un negocio creciente en las utilidades de comunicaciones en línea, Delrina licenció el sistema emulador de terminal HyperACCESS de Hilgraeve en 1993, y lo usó como base para la versión inicial de su software de comunicaciones en línea WinComm. La versión inicial del producto fue originalmente empaquetada con WinFax como parte de la Suite de Comunicaciones de Delrina, pero en marzo de 1994 se publicó como un producto independiente. Fue un relativo retraso en el mercado, que en ese momento estaba dominado por la serie de software de comunicaciones Procomm de Datastorm.
Delrina trató de expandirse agresivamente en este espacio de mercado, primero adquiriendo el servicio canadiense de tableros de anuncios en línea CRS Online, y luego usándolo como canal de distribución de las versiones gratuitas de sus productos WinComm LITE y FreeComm basados en DOS en marzo de 1995.
Cuando se abrió la Internet a los intereses comerciales a mediados del decenio de 1990, Delrina comenzó a expandirse en este naciente espacio de mercado con su producto Cyberjack 7.0, lanzado en diciembre de 1995. Creado por un equipo de desarrollo con sede en Sudáfrica, incluía un navegador web, un lector de noticias Usenet, un cliente ftp, IRC e integración con el programa de correo electrónico Microsoft Exchange. El programa utilizaba una interesante variante del marcador, ahora común, utilizando una "Guía" para almacenar información para varias direcciones de Internet.
CommSuite 95 se envió más tarde ese mismo mes, combinando WinFax PRO 7.0 junto con WinComm PRO 7.0, TalkWorks y la suite Cyberjack de componentes de Internet.
Con el lanzamiento de Windows 95 en agosto de 1995, Delrina estaba ahora compitiendo directamente con Microsoft en el mercado de las comunicaciones electrónicas y de fax, ya que Windows 95 incluía una aplicación básica de fax como accesorio, junto con una versión con licencia del paquete de comunicaciones HyperTerminal de Hilgraeve, (que también se utilizó como base del propio programa WinComm de Delrina). Aunque estas aplicaciones ofrecían solo servicios rudimentarios de fax y comunicación en línea en comparación con los productos maduros de Delrina, Microsoft era percibido como un competidor futuro potencialmente serio en el espacio del mercado de las comunicaciones. El lanzamiento de la versión inicial del Internet Explorer de Microsoft a finales de 1995 como producto gratuito acabó con el mercado emergente de navegadores no gratuitos, creando un mercado en el que el navegador Cyberjack de Delrina no podía esperar competir.

### Adquisición por Symantec y consecuencias
En septiembre de 1995, los fundadores de Delrina, que poseían una participación de control en la empresa, vendieron la empresa a Symantec en un negocio de acciones por valor de 415 millones de dólares estadounidenses. El trato se anunció por primera vez el 6 de julio de ese año, y los accionistas de ambas empresas aprobaron la fusión el 20 de noviembre. La fusión se completó el 22 de noviembre de 1995 y Delrina se convirtió oficialmente en parte de Symantec. El acuerdo convirtió a la compañía fusionada en la quinta mayor empresa de software de EE. UU. en ese momento. La empresa se convirtió en el "Grupo Delrina" dentro de Symantec, que puso bajo su control otros productos de software de comunicación que pertenecían a la empresa matriz, como pcAnywhere. Bennie se incorporó a la Junta de Symantec y también fue nombrado Vicepresidente Ejecutivo.
En su apogeo, la empresa empleó a más de 700 personas en todo el mundo, la mayoría con sede en el Canadá. Symantec seguía una tendencia general de grandes empresas estadounidenses que compraban pequeñas empresas de software canadienses. Otros ejemplos contemporáneos incluyen Softimage y Zoom-it que son comprados por Microsoft, y Alias que son comprados por Silicon Graphics.
Posteriormente se vendieron partes de la empresa, como la venta de la División de Formularios Electrónicos de Delrina a JetForm en septiembre de 1996. JetForm, que más tarde cambió su nombre por el de Accelio, fue a su vez comprada por Adobe Systems. Adobe dejó de fabricar oficialmente los productos de formularios electrónicos en 2004. Creative Wonders compró los derechos del producto multimedia Echo Lake, el cual fue reformado como un programa de introducción a la multimedia y relanzado como Family Album Creator.
Aunque el mercado de software de fax se reduciría significativamente a medida que el uso del correo electrónico se hiciera más generalizado, WinFax aportó importantes ingresos a Symantec; un año después de la fusión, las ventas de software de fax representaron el 10% de los ingresos de Symantec.

### Post-Delrina
Delrina fue un catalizador para el talento empresarial y la grandeza, ya que muchos de los directores y empleados de Delrina se dedicaron a encontrar nuevas empresas de éxito. Con inversiones de Skapinker y Amato, y Bennie como director principal, Davis pasó a formar Lanacom, que desarrolló un primer producto de "contenido de empuje" de Internet. Esta empresa y su tecnología se vendieron poco más de un año después de su creación a Backweb, una empresa de software que cotiza en el NASDAQ; Davis siguió siendo presidente y Bennie fue nombrado director.
Skapinker y Davis fundaron Brightspark, una empresa de capital de riesgo de software. Brightspark Ventures recaudó varios fondos de capital de riesgo de instituciones financieras canadienses que recaudaron 60 millones de dólares en 1999 y 55 millones de dólares en 2004. Brightspark empleó a varios ex empleados de Delrina, como Allen Lau, Eva Lau, Sandy Pearlman, Marg Vaillancourt. Brightspark Ventures ha ganado en dos ocasiones el premio "Deal of the Year Award" de la Asociación Canadiense de Capital Riesgo, por la venta de ThinkDynamics a IBM y por la venta de Radian6 a Salesforce.com.
Bennie pasaría a fundar XDL Capital, una compañía que maneja fondos de capital de riesgo. XDL Capital, llamado apropiadamente por "Ex Delrina", recaudó dinero para dos fondos: XDL Ventures (XDL), que recaudó 25 millones de dólares en 1997, y XDL Intervest (XDLI), que recaudó 155 millones de dólares en 1999. David Latner, antiguo asesor jurídico de Delrina, fue socio de ambos fondos, y Amato (antiguo socio de Delrina) fue asesor e inversor principal de XDL Capital. También participó en varias empresas participadas como director y/o asesor.
XDL Intervest se centra principalmente en compañías emprendedoras específicas de Internet y Bennie trajo dos nuevos directores: Tony Van Marken, ex CEO de Architel Systems Corp. (ASYC), y Michael Bregman, ex CEO de Second Cup Ltd. (T.SKL). XDL ha reunido una junta directiva y un equipo asesor establecido, que incluye al multimillonario canadiense Robert Young, oriundo de Hamilton, Ontario, quien cofundó Red Hat Inc (RHAT) y sigue siendo su presidente. Varias de las inversiones de riesgo de XDL se realizaron en empresas iniciadas o dirigidas por ex empleados de Delrina que fundaron negocios exitosos, impulsados por el entorno innovador y empresarial de Delrina. A continuación se enumeran algunos de los éxitos actuales:
Delano Fundada por Bahman Koohestani, otro de los primeros desarrolladores de Delrina, era una empresa que desarrollaba soluciones de comercio electrónico para empresas. XDL Capital proporcionó capital inicial antes de que Delano cotizara en bolsa. Bennie era el presidente. Delano cotizó en el NASDAQ (DTEC) y posteriormente fue vendida a Divine en 2003.
Pinpoint Software Corporation, un proveedor de soluciones de software para la gestión de PCs en red, fue fundada en 1992 por Lou Ryan. Ryan fue CEO y Presidente con Bennie como director. Pinpoint fue parcialmente financiada por XDL Capital. Pinpoint cambió su nombre a ClickNet Software en 1998. La unión del nombre de la compañía con el exitoso nombre de la familia de productos ClickNet fortalece el producto y la identidad corporativa. La empresa pasó a llamarse Entercept Security Technologies Inc. En 2004, Entercept fue vendida a Network Associates por 120 millones de dólares, donde incorporaron la tecnología de Entercept a su línea de protección antivirus McAfee y otros productos de seguridad.
Protégé Software se formó en 1996 y fue fundado por Larry Levy, el director general europeo de la empresa Levy actuó como Presidente y CEO con Bennie como el principal inversor. La empresa recaudó una ronda de financiación de 120 millones de dólares con la participación de XDL Intervest en 2003. Protégé ha lanzado con éxito 20 empresas estadounidenses en Europa, nueve de las cuales se encuentran entre las 50 principales empresas privadas de Red Herring. Además, cinco de estas empresas han salido a bolsa durante el tiempo que Protégé ha estado con ellas. La compañía fue vendida a varios compradores, incluyendo Warburg Pincus, después de que la burbuja de Internet explotara.
Netect Ltd., una empresa financiada por XDL que desarrolla software de seguridad de redes, fue comprada por Bindview Development Corporation (NASDAQ:BVEW) en 2001. Marc Camm (ex unidad de negocios de comunicaciones de escritorio de Delrina GM) fue contratado por Bennie para dirigir Netect. Después de la compra de la compañía, Camm se unió a Bindview como E.V.P. de Marketing. Antes de unirse a Netect, Marc fue el gerente general de Symantec y gerente de productos del grupo de sistemas para Microsoft Canadá.
Dentro de unos pocos años todos los principales focos de mercado de Delrina, el software de fax y de formularios, se verán superados o reemplazados por el correo electrónico, el comercio electrónico e Internet. Los programas informáticos de planificación diaria siguen siendo un nicho de mercado, y el entorno inmersivo en 3D utilizado para crear presentaciones multimedia ha caído (hasta ahora) en el olvido en favor de interfaces de usuario más tradicionales. Symantec terminó el soporte para su producto final WinFax PRO en junio de 2006.
Delrina es mejor recordada por sus antiguos empleados como una incubadora de ideas y por proporcionar experiencia en la industria a las muchas personas que pasarían a trabajar en posteriores empresas de software y hardware, muchas de ellas en la región de Toronto. Existe un foro en Yahoo llamado "xdelrina", en el que muchos ex empleados de la empresa siguen manteniendo el contacto entre sí.

## Software y servicios de Delrina

### Producto Forms
El primer producto de la compañía fue PerForm, un paquete de software de formularios electrónicos. PerForm y su producto hermano, FormFlow, (que estaba destinado al procesamiento y entrega de formularios electrónicos a nivel de grupo de trabajo y de empresa) se convirtió en uno de los productos más vendidos en su mercado. Delrina compitió con el paquete Informs de WordPerfect, el Diseñador de Formularios Electrónicos de Microsoft, Informs de Novell, Formularios de Lotus Software y el software JetForm Workflow de JetForm.
PerForm y FormFlow fueron diseñados para permitir a los usuarios crear aplicaciones de formularios autónomos que pudieran ser pasados de un lado a otro a través de una red. Tanto PerForm como FormFlow consistían en dos partes distintas: "Diseñador", que creaba la aplicación de formularios, y "Rellenador", para que los usuarios pudieran enviar los formularios por fax o, más tarde, por correo electrónico. El programa podía facilitar las tareas repetitivas de relleno, incluir campos obligatorios y utilizar una máscara de entrada para aceptar solo los datos introducidos en un formato válido. La información podría guardarse y restaurarse en un archivo de dBase que utilizara un sistema de criptografía de clave pública para cifrar los datos que se ejecutan desde el cliente hasta el servidor.
La versión inicial de PerForm fue diseñada para el Gestor de Entorno Gráfico (más conocido como "GEM"), un sistema de ventanas basado en DOS. Las versiones posteriores de este programa, conocido como PerForm PRO, fueron diseñadas para trabajar bajo Windows 3.1 y los subsiguientes sistemas operativos de Windows. PerForm PRO 3.0 incluía la integración con el propio software WinFax de Delrina, e incluía una serie de herramientas de automatización.
A medida que PerForm fue capturando el mercado minorista, se hizo evidente que había una necesidad de entrega y procesamiento de formularios electrónicos a nivel de grupos de trabajo y empresas. En 1994 se lanzó Delrina FormFlow, que fue diseñado para satisfacer esta necesidad. Una de las características clave de FormFlow 1.1 era la integración de los formularios con el correo electrónico, y su módulo Filler estaba disponible para DOS, Windows y Unix.

### WinFax
WinFax permitió a las computadoras equipadas con fax-módems enviar faxes directamente a máquinas de fax autónomas u otras computadoras equipadas de manera similar.
Varias versiones del producto WinFax fueron lanzadas en los siguientes años, inicialmente para Windows 3.x y luego una versión basada en Windows 95. WinFax PRO 2.0 para Windows fue lanzado en julio de 1991. Las versiones para Windows también se localizaron a los principales idiomas europeos y asiáticos. La empresa siguió avanzando al establecer vínculos con fabricantes de módems como U.S. Robotics y Supra, que ofrecían versiones simples del producto (llamadas "WinFax LITE") que ofrecían una funcionalidad básica. Se alentó a quienes deseaban funciones más robustas a que se actualizaran a la versión "PRO", y se les ofrecieron importantes descuentos sobre la versión de venta al público independiente. Todo esto estableció rápidamente a WinFax como el software de fax de facto. Para 1994 casi cien empresas estaban agrupando versiones de WinFax con su propio producto, entre ellas IBM, Compaq, AST Research, Gateway 2000, Intel y Hewlett-Packard.
WinFax PRO 3.0 fue lanzado a finales de 1992 para máquinas de Windows 3.x. A esto le siguió una versión para sistemas Macintosh. La versión "Lite" de WinFax 3.0 fue incluida como software OEM por varios fabricantes de fax-módem, que fue reemplazado más tarde por WinFax Lite 4.0 un par de años más tarde.
El lanzamiento de WinFax PRO 4.0 en marzo de 1994 reunió una serie de características y tecnologías clave. Introdujo un motor de OCR mejorado, introdujo mejoras dirigidas específicamente a los usuarios de faxes móviles, mejores capacidades de visualización de faxes en pantalla y se centró en la coherencia y la facilidad de uso de la interfaz. También incluyó por primera vez la capacidad de integrarse directamente con nuevos productos populares de correo electrónico como cc:Mail y Microsoft Mail. Fue precedida por una versión del mismo producto para grupos de trabajo, que permitía a varios usuarios compartir un solo módem de fax en un sistema en red. La versión autónoma del producto también fue posteriormente empaquetada con un escáner de escala de grises, y se vendió como WinFax Scanner.
La versión final de WinFax con marca Delrina fue WinFax PRO 7.0, que salió al mercado a finales de 1995, siendo la versión posterior 8.0 un producto de Symantec. No hubo ninguna versión intermedia 5.0 o 6.0, y el salto a la versión 7.0 fue puramente una decisión de marketing, basada en mantenerse al día con el conjunto de productos de Microsoft Office que entonces estaban en el mismo número. También reflejaba el esfuerzo de desarrollo necesario para desarrollar la primera versión completa de la aplicación de 32 bits, diseñada para funcionar con el sistema operativo Windows 95, que la diferenciaba de su competencia en ese momento.
Cuando WinFax PRO 7.0 se vendía en los estantes de las tiendas, Delrina había sido adquirida por Symantec.

### Productos multimedia
Los protectores de pantalla fueron diseñados para asegurar que no se quemara el fósforo de las imágenes en una pantalla basada en CRT. Delrina añadió sonido e interactividad básica con su serie de productos de salvapantallas, lo que podría calificarse como una forma temprana de multimedia.
Bajo la dirección de Delrina, varios de los dibujos animados ya licenciados, traídos de su adquisición de Amaze Inc., se desarrollaron aún más en aplicaciones de salvapantallas. El "Opus 'n Bill Brain Saver", que llevaría a la compañía a los tribunales por violaciones de derechos de autor, fue lanzado en 1993. Los salvapantallas subsiguientes incluyen una versión con licencia basada en la primera película de acción en vivo de los Picapiedra, y "La Colección de Salvapantallas Scott Adams Dilbert" que salió en septiembre de 1994.

#### Echo Lake
Un notable programa de software multimedia producido por Delrina fue Echo Lake, una forma temprana de software de álbum de recortes que salió en junio de 1995. Durante su desarrollo se promocionó internamente como una "cruz [de] Quark Xpress y Myst". Presentaba un entorno 3D inmersivo en el que un usuario podía manipular objetos dentro de un escritorio virtual en una oficina virtual y ensamblar clips de vídeo y audio junto con imágenes, y luego enviarlos como un libro virtual al que otros usuarios del programa podían acceder, o bien imprimir su contenido. Se trataba de un producto innovador para su época y, en última instancia, se veía obstaculizado por la incapacidad de muchos usuarios de introducir o reproducir fácilmente su propio contenido multimedia en una computadora de esa época.

## Lista de productos Delrin
Productos de formularios electrónicos
- Delrina PerForm - octubre de 1988
- Delrina PerForm PRO - agosto de 1990
- Delrina PerForm Tracer - junio de 1991
- Delrina PerForm PRO Plus - agosto de 1992
- Delrina FormFlow - octubre de 1993
- Delrina FormFlow 1.1 - junio de 1994
- PerForm para Windows 3.0 - noviembre de 1994

Productos multimedia
- The Far Side Daily Planner and Calendar Publisher 3.0 - septiembre de 1991
- Protector de pantalla Delrina Intermission 4.0 - noviembre de 1990
- Bill 'n' Opus ScreenSaver - noviembre de 1993
- Salvapantallas de Opus 'n Bill On The Road otra vez - septiembre de 1994
- La colección de salvapantallas de Scott Adams Dilbert - septiembre de 1994
- Lago Echo - junio de 1995

Productos relacionados con el fax (publicado por Delrina)
- WinFax 1.0 - diciembre de 1990
- WinFax PRO 2.0 - junio de 1991
- WinFax Lite - abril de 1992
- DosFax Lite - abril de 1992
- DosFax PRO 2.0 - junio de 1992
- WinFax PRO 3.0 - noviembre de 1992
- Delrina Fax PRO 1.5 para Macintosh - septiembre de 1993
- WinFax PRO para redes - noviembre de 1993
- WinFax PRO 4.0 - marzo de 1994
- Escáner WinFax - 1994
- WinFax PRO 7.0 - noviembre de 1995

Productos relacionados con el fax (publicados por Symantec)
- WinFax PRO 7.5 (incluido en TalkWorks) - octubre de 1996
- WinFax PRO 8.0 (incluido en el paquete TalkWorks PRO) - marzo de 1997
- TalkWorks PRO 2.0 - agosto de 1998
- WinFax PRO 9.0 - agosto de 1998
- TalkWorks PRO 3.0 - agosto de 1999
- WinFax PRO 10.0 - febrero de 2000

Productos de comunicación en línea
- Delrina Communications Suite (WinComm y WinFax) - marzo de 1993
- WinComm (Standalone) - marzo de 1994
- Cyberjack - diciembre de 1995
- CommSuite95 - diciembre de 1995